# The Photographer
The Photographer de Philip Glass est une pièce de théâtre musical composée en 1982. Elle est conçue en trois actes : une pièce de théâtre, un concert et un ballet.

## Historique
Cette œuvre de Glass est basée sur la vie et les travaux du photographe Eadweard Muybridge. Celui-ci a été rendu célèbre pour ses photographies de paysages américains, puis pour ses expérimentations photographiques sur les animaux en mouvement. Il put démontrer qu'un cheval au galop se retrouve, l'espace d'un instant, les quatre pieds au-dessus du sol. Enfin, Eadweard Muybridge défraya la chronique internationale lorsqu'il assassina l'amant de sa femme et qu'il fut acquitté à la suite de son procès.
La première de The Photographer fut donnée en mai 1982 pour la reine Beatrix et le Prince Claus, au Palais Royal d'Amsterdam. La première publique eut lieu un mois plus tard, au théâtre royal Carré d'Amsterdam, dirigée par Michael Riesman avec Paul Zukofsky au violon.

## Structure
L'œuvre est composée de trois actes:
- Premier acte divisé lui-même en trois numéros de musique de scène. Une partie chantée A Gentleman's Honor comporte des textes provenant du procès de Muybridge et de la correspondance qu'il entretenait avec sa femme Flora.
- Deuxième acte sous forme d'un concert avec violon solo. Pendant son exécution, des photographies de Muybridge sont projetées derrière les exécutants.
- Troisième acte sous forme de danse de ballet. Les personnages du premier acte reviennent sur scène et exécutent une danse finale.

L'exécution de l'œuvre dure plus de 45 minutes.

## Discographie sélective
- The Photographer dirigé par Michael Riesman avec Paul Zukofsky (violon solo) chez CBS, 1983.